# Саралжинський сільський округ (Бокейординський район)
Саралжи́нський сільський округ (каз. Саралжың ауылдық округі, рос. Саралжинский сельский округ) — адміністративна одиниця у складі Бокейординського району Західноказахстанської області Казахстану. Адміністративний центр та єдиний населений пункт — село Саралжин.
Населення — 997 осіб (2021; 1403 у 2009, 1882 у 1999, 1955 у 1989).
Станом на 1989 рік існувала Саралжинська сільська рада (села Вітебськ, Жана-Орин, Саралжин). Село Жана-Ауил ліквідовано 2003 року, село Бесколь — 2020 року.

## Склад
До складу округу входять такі населені пункти:
| Населений пункт | Старі назви          | Населення, осіб (1989) | Населення, осіб (1999) | Населення, осіб (2009) | Населення, осіб (2021) |
| --------------- | -------------------- | ---------------------- | ---------------------- | ---------------------- | ---------------------- |
| Бесколь, село   | Вітебськ             | 263                    | 259                    | 83                     | -                      |
| Жана-Ауил, село | Жана-Орин, Килшиккум | 167                    | 50                     | -                      | -                      |
| Саралжин, село  | -                    | 1525                   | 1573                   | 1320                   | 997                    |